# Mitsuko Shiga
Mitsuko Shiga (四賀光子, Shiga Mitsuko), née le 21 avril 1885 à Nagano et morte le 23 mars 1976 à Kamakura, est le nom de plume de la poétesse japonaise de tanka Mitsu Ota, active au cours des ères Taishō et Showa.

## Jeunesse
Mitsuko est originaire de Nagano, préfecture de Nagano. Après être sortie diplômée de l'école normale de Nagano, elle travaille deux ans comme enseignante, époque au cours de laquelle elle rencontre le poète Mizuho Ōta et commence à composer elle-même des tanka. Elle entre à l'école normale supérieure pour femmes de Tokyo (actuelle Université pour femmes d'Ochanomizu) en 1906 puis épouse Mizuho Ōta une fois diplômée.

## Carrière littéraire
Tandis qu'elle enseigne auprès d'une école pour fille de Tokyo, elle seconde son mari dans la rédaction de son magazine littéraire fondé en 1915, Choon, y contribuant par des tanka et en aidant à son administration générale. À la mort de Ota en 1955, elle assume la responsabilité du magazine avec son fils, Ota Seikyu. De 1957 à 1965, elle est également responsable de la sélection des poèmes présentés pour la lecture de poésie du Nouvel An au palais impérial.
Elle publie de nombreuses anthologies de ses poèmes dont Fuji no Mi, Asa Tsuki, Asa Ginu et Kamakura Zakki. Elle publie également des guides pédagogiques d'aide à l'écriture de la poésie, dont Waka dokuhon (« Guide des vers waka ») et Dento to Gendai Waka (« waka modernes et traditionnels »).
Mitsuko et son mari s'installent à Kamakura, préfecture de Kanagawa en 1934, donnant à leur retraite le nom de « Yo-yo Sanso ». Ce qui devait être un séjour temporaire devient leur résidence permanente à partir de 1939. Après la mort de son mari en 1955, Shiga continue de vivre dans leur maison où elle décède en 1976. Sa tombe se trouve auprès de celle de son mari au Tōkei-ji à Kamakura, où se trouve un grand monument en pierre sur lequel se lit un de ses poèmes.